# Oplomus mundus
Oplomus mundus är en insektsart som beskrevs av Carl Stål 1862. Oplomus mundus ingår i släktet Oplomus och familjen bärfisar. Inga underarter finns listade i Catalogue of Life.